# Branchiobdellida
Over de indeling van de Branchiobdellida bestaat geen consensus. Hier worden ze geplaatst in een onderklasse. Vaak worden ze ook gezien als een orde die past binnen de onderklasse van de bloedzuigers (Hirudinea). Het zijn op bloedzuiger lijkende wormen die voornamelijk in zoet water voorkomen en daar parasiteren op kreeftachtigen. Ze komen voor in de koudere delen van het Noordelijk Halfrond (het Holarctisch gebied).
Deze onderklasse kan als volgt worden ingedeeld:
- Onderklasse Branchiobdellida
  - Orde: Branchiobdellida
    - Familie: Branchiobdellidae (49 soorten)
    - Familie: Bdellodrilidae
    - Familie: Cambarincolidae
    - Familie: Caridinophilidae
    - Familie: Xironodrilidae